# Флора (фрегат, 1818)
«Фло́ра» — 44-гарматний вітрильний фрегат Чорноморського флоту Російської імперії. Перший корабель флоту Російської імперії, при будівництві якого було застосовано виконання набору корпусу за методом Сепінгса з діагональними палями-рідерсами.

## Історія
Закладений у Миколаєві 18 лютого 1816 року, головний будівник — корабельний майстер 6-го класу А. І. Меліхов. В січні 181 року віцеадмірал О. С. Грейг ввів перше велике удосконалення конструкції кораблів — виконання набору за методом Сепінгса з діагональними палями-рідерсами. Першим судном, переробленим на стапелі за цією системою став фрегат «Флора», при будівництві якого Меліхов застосував цей метод і за що був особисто нагороджений імператором Олексадром I діамантовим перстнем. Нова система набору, не збільшуючи вартості судна, підвищила міцність корпусу і збільшила термін його служби. Згодом цю систему стали застосовувати і на інших кораблях Чорноморського флоту.
Після спуску на воду 7 травня 1818 року, на якому був присутній Олександр I, фрегат перейшов до Севастополя і увійшов до складу Чорноморського флоту Російської імперії.
Протягом 1819—1823 років перебував у практичних плаваннях у Чорному морі. У 1826 і 1827 роках «Флора» у складі загонів крейсувала біля берегів Абхазії.

### Російсько-турецька війна
21 квітня 1828 року фрегат у складі ескадри віцеадмірала О. С. Грейга вийшов із Севастополя і 2 травня підійшов до Анапи, де 6 травня вогнем артилерії прикривав висадку десанту. До 3 червня корабель кілька разів підходив до фортеці для обстрілу берегових укріплень і від вогню у відповідь турків отримав 11 пробоїн корпусу, три пошкодження рангоута і 26 пошкоджень такелажу.
Після капітуляції Анапи на борту «Флори» до Керчі доправили полонених турків, після чого фрегат повернувся до Севастополя. 22 червня корабель з'єднався з ескадрою, що стояла біля Анапи, і 3 липня в її складі рушив до румелійського берега. 13 липня ескадра підійшла до Коварни, 22 липня — до Варни.
27 липня на борт «Флори» піднявся Микола I, і фрегат у супроводі брига «Меркурій» і пароплава «Метеор» вийшов у море, щоб доставити імператора в Одесу. 8 серпня корабель знову повернувся до Варни, де забрав поранених і 10 серпня вийшов з ними до Одеси. 27 серпня на фрегаті до флоту прибув імператор Микола I зі свитою. 1 вересня фрегат пішов до Миколаєва, куди доставив начальника Головного морського штабу князя О. С. Меншикова, після чого повернувся до Севастополя.
28 березня 1829 року ескадра, до якої входив фрегат «Флора», прибула з Севастополя до Сизополя. 30 квітня «Флора» донесла, що весь турецький флот стоїть на якорі в затоці. 1 травня адмірал Грейг направив фрегати «Флора» і «Рафаїл» з десантом матросів з кораблів і яхту «Втіха» зайняти Агатополь, знищити укріплення і захопити зброю, але через непогоду кораблі не змогли приступити до звезення десанту і приєдналися до флоту, який ввечері 3 травня повернувся на Сизопольський рейд. Загалом в період з 26 квітня до 17 липня фрегат тричі виходив у крейсерство до протоки Босфор, а 23 липня доправив батальйон піхоти в місто Василіко. 24 липня загін із фрегатом «Флора» підійшов до Агатополя і, придушивши вогнем артилерії берегові батареї, висадив десант, який захопив місто.
6 серпня фрегат разом з ескадрою підійшов до фортеці Інада. Для розвідки берегових укріплень фрегат підійшов до берега, де був обстріляний турецькими батареями. Наступного дня фрегат із загоном знову підійшов до фортеці і встав за диспозицією. Фрегат «Флора» брав участь в обстрілі укріплень і висадці десанту. 30 вересня фрегат прийняв на борт хворих з інших кораблів ескадри і пішов до Севастополя.

### Після війни
У 1830 році фрегат перевозив війська з портів Румелії до Одеси і Севастополя, а в 1832 році перейшов із Севастополя до Миколаєва, в порту якого перебував до 1835 року, коли був списаний.

## Командири
- Ф. Ф. Белліснгаузен (1817—1818);
- С. С. Карачинський (1819);
- М. А. Уманець (1820—1823);
- Л. А. Мельников (1826);
- Х. А. Метакса (1827—1828);
- К. М. Баскаков (1829);
- А. І. Тугарінов (1830);
- Ф. І. Ратч (1832—1833);
- К. П. Богданович (1834—1835).